# Paijenborchella calcarina
Paijenborchella calcarina is een mosselkreeftjessoort uit de familie van de Cytheridae. De wetenschappelijke naam van de soort is voor het eerst geldig gepubliceerd in 2001 door Mostafawi.